# Jul på Vesterbro (sang)
 For alternative betydninger, se Jul på Vesterbro (flertydig). (Se også artikler, som begynder med Jul på Vesterbro)
"Jul på Vesterbro" er en dansk julesang af den danske komiker Anders Matthesen, der handler om, at selvom det går dårligt og hårdt på Vesterbro, så er det hele i orden, da det er jul. Sangen udkom første på albummet Hva' snakker du om? – Den ka' byttes Vol. 1, som var en opsamling af sketches og sange fra radioprogrammet Hvad snakker du om?. I 2003 blev den brugt som titelsang til voksen-julekalender Jul på Vesterbro, der blev sendt på DR2. Den blev udgivet på julekalenderens soundtrack.
Den første udgave af sangen, fra 2000, indeholder to vers som bliver sunget af Matthesens to fiktive figurer Stewart Stardust og Danny Stardust, der synger et vers hver. I 2003-udgaven er der tilføjet endnu et vers, som bliver sunget af en tredje af Matthesens personer, Arne Nougatgren. Sangen har desuden været inkluderet på adskillige julealbummer fra NOW Music og Universal Musics More Christmas-albummer.

## Indhold
Stewart Stardusts vers handler, hvor dårligt han har det, idet han er ved at få et mavesår, idet hans guldtand er knækket og har en hæmoride. Han synger desuden at han har liggesår, podagra, nyresvigt, skrumpelever, hjertefejl og leddegigt. Han har også mareridt om, at hans hund spørger om den må få ham med i himmelen, hvilket formentlig er en reference til Teddy Edelmanns "Himmelhunden".
Dannys vers beskriver, hvordan han sidder i fængsel, og skylder penge til en rocker. Samtidig bor hos sine forældre, går i joggingtøj, og i en koger forsøgte at sniffe Frederiksberg Allé.
Nougatgrens vers handler om, at det er hårdt at være socialforvalter, foruden at nogen har stjålet fælgene på hans 2CV, der er madrester på hans tøj, og selvom han arbejder hårdt for kommunen, tjener han stort set ikke noget, men han er til gengæld glad for sit pagehår.

## Spor

### 2000-udgave
- "Jul på Vesterbro" - 3:27 (på Hva' snakker du om? – Den ka' byttes Vol. 1)

### 2003-udgave
- "Jul på Vesterbro" - 4:26 (på Jul på Vesterbro-soundtracket)

## Hitliste
| Hitliste (2007)        | Højeste placering |
| ---------------------- | ----------------- |
| Danmark (Track Top-40) | 14                |